# Coachella (festival)
El Festival de Música i Arts de la Vall de Coachella (en anglès, Coachella Valley Music and Art Festival, també conegut simplement com a Coachella Fest) és un festival de música que es desenvolupa durant tres dies a l'última setmana d'abril (dos dies fins l'edició de 2007) i té lloc a Indio, Califòrnia. S'hi poden escoltar diferents gèneres musicals com el rock alternatiu, hip-hop, electrònica entre d'altres. El festival és conegut, a més de per la seva música, per la tradició de vestir amb la moda hippie dels anys 70. A ell acudeixen grans celebritats de tots els àmbits, des d'estrelles del Pop i del cinema, fins als famosos àngels de Victoria's Secret.